# Marijke Van Hemeldonck
Maria (Marijke) Van Hemeldonck (Hove, 23 december 1931) is een voormalig Belgisch politica voor de SP.

## Levensloop
Van Hemeldonck werd beroepshalve onderwijzeres, waarna ze ging werken bij de socialistische vakbond ABVV. Ze werd voorzitter van de vrouwencommissie van de socialistische vakbond van de overheidsdiensten. Tevens was ze van 1973 tot 1974 kabinetsadviseur van minister van Nationale Opvoeding Willy Calewaert en kabinetsadviseur op het ministerie van Arbeid en Tewerkstelling, het ministerie van het Brussels Gewest. Bovendien was ze vanaf 1975 ook deskundige bij de commissie Vrouwenarbeid, was ze in 1973 als deskundige inzake arbeidsproblemen rapporteur voor de OESO en maakte ze in 1979 als feministe namens België deel uit van de Commissie voor de positie van de vrouw van de Verenigde Naties.
Via het ABVV belandde ze bij de SP en werd de voorzitter van de partijafdeling in Oudergem. Tevens was ze lid van het federaal bestuur van de SP in het arrondissement Brussel. Voordat ze politiek actief was bij de SP, was ze in 1968 mede-oprichtster van de Rode Leeuwen, die de belangen van de Vlaamse socialisten in Brussel verdedigde.
Van 1982 tot 1994 maakte ze bovendien in opvolging van Marcel Colla deel uit van het Europees Parlement.